# Puchar Europy w Wielobojach 1989
9. Puchar Europy w wielobojach – zawody lekkoatletycznych zorganizowanych przez European Athletic Association 15 i 16 lipca 1989 roku w trzech europejskich miastach.

## Finał A
Zawody finału A dla mężczyzn odbyły się na stadionie w norweskim mieście Tønsberg, a dla kobiet w Helmond w Holandii.

### Mężczyźni
| Pozycja | Reprezentacja   | Wynik (pkt) |
| ------- | --------------- | ----------- |
| 1       | NRD             | 24081       |
| 2       | RFN             | 23693       |
| 3       | ZSRR            | 23572       |
| 4       | Szwajcaria      | 23331       |
| 5       | Francja         | 23000       |
| 6       | Polska          | 21634       |
| 7       | Norwegia        | 21634       |
| 8       | Wielka Brytania | dnf         |

### Kobiety
| Pozycja | Reprezentacja   | Wynik (pkt) |
| ------- | --------------- | ----------- |
| 1       | ZSRR            | 19820       |
| 2       | RFN             | 18532       |
| 3       | Finlandia       | 17849       |
| 4       | Holandia        | 17115       |
| 5       | Wielka Brytania | 17001       |
| 6       | Bułgaria        | 16653       |
| 7       | Francja         | 16620       |
| 8       | Czechosłowacja  | 16560       |

## Finał B
Zawody finału B dla kobiet odbyły się na stadionie w norweskim mieście Tønsberg, a dla mężczyzn w Helmond w Holandii.

### Mężczyźni
| Pozycja | Reprezentacja  | Wynik (pkt) |
| ------- | -------------- | ----------- |
| 1       | Szwecja        | 22915       |
| 2       | Holandia       | 22719       |
| 3       | Czechosłowacja | 22517       |
| 4       | Węgry          | 22487       |
| 5       | Finlandia      | 21899       |
| 6       | Bułgaria       | 21506       |
| 7       | Irlandia       | 20695       |
| 8       | Włochy         | 20324       |

### Kobiety
| Pozycja | Reprezentacja | Wynik (pkt) |
| ------- | ------------- | ----------- |
| 1       | NRD           | 18922       |
| 2       | Polska        | 16727       |
| 3       | Węgry         | 16515       |
| 4       | Włochy        | 16451       |
| 5       | Szwecja       | 16305       |
| 6       | Szwajcaria    | 16282       |
| 7       | Norwegia      | 16015       |
| 8       | Hiszpania     | 14369       |

## Finał C
Finał C pucharu Europy zorganizowano na stadionie w stolicy Austrii - Wiedniu.

### Mężczyźni
| Pozycja | Reprezentacja | Wynik (pkt) |
| ------- | ------------- | ----------- |
| 1       | Hiszpania     | 22091       |
| 2       | Austria       | 21730       |
| 3       | Dania         | 21423       |
| 4       | Belgia        | 20722       |
| 5       | Islandia      | 20014       |
| 6       | Cypr          | 18051       |

### Kobiety
| Pozycja | Reprezentacja | Wynik (pkt) |
| ------- | ------------- | ----------- |
| 1       | Rumunia       | 18447       |
| 2       | Belgia        | 15925       |
| 3       | Austria       | 15492       |
| 4       | Dania         | 14944       |
| 5       | Irlandia      | 14180       |